# Concilio de Estrigonia I

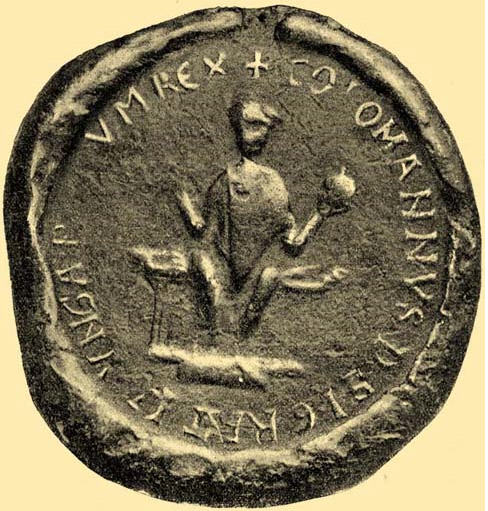
Sello del rey Colomán de Hungría.

El Concilio de Estrigonia I (en húngaro: I. esztergomi zsinat) fue celebrado entre 1104 y 1105 bajo el reinado de Colomán de Hungría, encabezado por Lorezno, el arzobispo de Estrigonia en dicha ciudad húngara. Con las disposiciones de este concilio se implementan formalmente las reformas gregorianas en Hungría.

## El Concilio
El concilio estuvo profundamente influenciado por las reformas gregorianas del papa Gregorio VII, y muchas de sus resoluciones contribuyeron para definir la situación del celibato entre los religiosos de la Iglesia en el Reino medieval de Hungría. Esto sirvió como base a para la estructura de la iglesia medieval húngara y posteriormente para la de muchos Estados satélites circundantes. El rey húngaro Colomán era apodado "el Bibliófilo", puesto que como característica atípica de la época, era uno de los pocos monarcas que sabían leer y escribir, siendo considerado por muchos religiosos europeos como uno de los reyes más culto de su tiempo. Colomán a causa de posibles malformaciones físicas fue educado para ser religioso y a una edad joven fue consagrado como obispo de Gran Varadino, sin embargo tras la muerte de su tío, el rey San Ladislao I de Hungría, el obispo recibió permiso papal para ser coronado rey. Desde entonces, Colomán mantuvo estrechas relaciones con el papado, como lo habría hecho su tío, abrazando de muy buena gana las reformas gregorianas.

## Resoluciones del concilio
Luego de haber mantenido largos debates, el arzobispo Lorenzo reunido con sus demás obispos húngaros redactaron 72 artículos que regulaban la situación de los religiosos en Hungría, inspirándolos en la reforma gregoriana que se estaba empezando a difundir por Europa también. 
Entre las resoluciones del concilio se encuentran que los religiosos están obligados a debatir en el idioma literario (latín), que ningún sacerdote podrá ser consagrado si es ignorante y no se ha preparado culturalmente, igualmente se les prohíbe vestir ropa civil a los monjes, y se les castigaba degradándolos profundamente si eran sorprendidos bebiendo vino u otras bebidas alcohólicas. A los sacerdotes que tomaron por esposa a alguna dama por los medios regulares, podrían mantenerla comportándose de forma moderada, por el contrario si fueron ya consagrados se les prohibía tomar esposas, así como mantener amantes.